# Lista över skelettmuskler
Här nedanför följer en tabell över musklerna i den mänskliga kroppen. 
Det finns uppskattningsvis 642 skelettmuskler i genomsnittsmänniskan, och nästan varje muskel består av en del av ett par av identiska bilaterala muskler, som finns på båda sidorna av kroppen, vilket resulterar i uppskattningsvis 320 par muskler. Det exakta numret är dock svårt att definiera då olika källor grupperar muskler olika, beroende på om vissa muskler skall anses som enskilda muskler eller som delar av en större muskel. Totala antalet skelettmuskler i kroppen varierar mellan 640 och 850 beroende på vilken källa man använder, men vanligast är kring 640. 
Musklerna i människokroppen kan kategoriseras i en rad olika grupper vilka inkluderar muskler som relaterar till huvud och nacke, muskler i bål och överkropp, muskler i övre extremiteten, och muskler i den nedre extremiteten. 
Rörelsen hänvisar till rörelsen för varje enskild muskel från den traditionella anatomiska positionen. I andra positioner, kan andra rörelser genomföras.
Följande muskler beskrivs via anatomisk terminologi:

## Skalp/Ögonlock
| Muskel                | Ursprung                                                            | Fäste                           | Artär                                       | Nerv                                     | Rörelse            | Antagonist                   |
| --------------------- | ------------------------------------------------------------------- | ------------------------------- | ------------------------------------------- | ---------------------------------------- | ------------------ | ---------------------------- |
| occipitofrontalis     | 2 occipital bellies och 2 frontal bellies.                          | galea aponeurotica              |                                             | ansiktsnerven                            | Höjer ögonbrynen   |                              |
| occipitalis           | superior nuchal line av nackbenet mastoid part of the temporal bone | galea aponeurotica              | occipitalis                                 | n. auricularis posterior (ansiktsnerven) |                    |                              |
| frontalis             | galea aponeurotica                                                  | processus mastoideus            | ophthalmica                                 | ansiktsnerven                            | Rynkar ögonbrynen  |                              |
| ögats ringmuskel      | Pannben; ligamentum palpebrale mediale; Tårben                      | raphe palpebralis lateralis     | ophthalmica, zygomaticoorbitalis, angularis | zygomatic branch av ansiktsnerven        | Stänger ögonlocken | levator palpebrae superioris |
| corrugator supercilii | arcus superciliaris                                                 | Skinn i pannan, nära ögonbrynen |                                             | ansiktsnerven                            | Rynkar pannan      |                              |
| depressor supercilii  | ögonhålans mediala kant                                             | medial aspect of bony orbit     |                                             | ansiktsnerven                            | Sänker ögonbrynen  |                              |

Lista över skelettmuskler:
| Överarmen        | Överarmen |
| ---------------- | --------- |
| Anconeus         |           |
| Biceps brachii   |           |
| Brachialis       |           |
| Brachioradialis  |           |
| Coracobrachialis |           |
| Triceps Brachii  |           |

| Underarmen                     | Underarmen |
| ------------------------------ | ---------- |
| Extensor digiti minimi         |            |
| Extensor digitorum             |            |
| Extensor carpi radialis brevis |            |
| Extensor carpi radialis longus |            |
| Flexor carpi radialis          |            |
| Flexor carpi ulnaris           |            |
| Flexor digitorum profundus     |            |
| Pronator teres                 |            |
| Pronator quadratus             |            |
| Supinator                      |            |

| Lårets Baksida               | Lårets Baksida |
| ---------------------------- | -------------- |
| Biceps Femoris, Caput Breve  |                |
| Biceps Femoris, Caput Longum |                |
| Semimembranosus              |                |
| Semitendinosus               |                |

| Buken                       | Buken |
| --------------------------- | ----- |
| Obliquus Externus Abdominis |       |
| Obliquus Internus Abdominis |       |
| Pyramidalis                 |       |
| Rectus abdominis            |       |
| Transversus Abdominis       |       |

| Ryggen                      | Ryggen |
| --------------------------- | ------ |
| Latissimus dorsi            |        |
| Serratus Posterior Inferior |        |
| Serratus Posterior Superior |        |
| Trapezius                   |        |

| Ländryggen            | Ländryggen |
| --------------------- | ---------- |
| Longissimus thoracis  |            |
| Iliocostalis lumborum |            |
| Multifidus            |            |
| Erector spinae        |            |
| Quadratus lumborum    |            |

| Halsen                  | Halsen |
| ----------------------- | ------ |
| Geniohyoideus           |        |
| Longus Capitis          |        |
| Longus Colli            |        |
| Mylohyoideus            |        |
| Omohyoideus             |        |
| Platysma                |        |
| Rectus Capitis Anterior |        |
| Scaleni                 |        |
| Sternocleidomastoideus  |        |
| Sternohyoideus          |        |

| Lårets Framsida | Lårets Framsida |
| --------------- | --------------- |
| Adductor Brevis |                 |
| Adductor longus |                 |
| Adductor Magnus |                 |
| Gracilis        |                 |

| Höften      | Höften |
| ----------- | ------ |
| Iliacus     |        |
| Psoas Major |        |
| Psoas Minor |        |

| Underbenets Framsida      | Underbenets Framsida |
| ------------------------- | -------------------- |
| Extensor Digitorum Longus |                      |
| Extensor Hallucis Longus  |                      |
| Tibialis Anterior         |                      |

| Sätet                 | Sätet |
| --------------------- | ----- |
| Gemellus inferior     |       |
| Gemellus superior     |       |
| Gluteus Maximus       |       |
| Gluteus Medius        |       |
| Gluteus minimus       |       |
| Obturatorius internus |       |
| Obturatorius Externus |       |
| Piriformis            |       |
| Quadratus Externus    |       |

| Vaden                   | Vaden |
| ----------------------- | ----- |
| Flexor digitorum longus |       |
| Flexor hallucis longus  |       |
| Gastrocnemius           |       |
| Plantaris               |       |
| Soleus                  |       |
| Tibialis posterior      |       |

| Örat              | Örat |
| ----------------- | ---- |
| auriculares       |      |
| Stapedius         |      |
| Temporoparietalis |      |
| Tensor Tympani    |      |

| Näsan                                 | Näsan |
| ------------------------------------- | ----- |
| Depressor Septi Nasi                  |       |
| Dilator Naris                         |       |
| Levator Labii Superioris Alaeque Nasi |       |
| Nasalis                               |       |
| Procerus                              |       |

| Handen                         | Handen |
| ------------------------------ | ------ |
| Abductor Minimi Digiti         |        |
| Abductor Pollicis Brevis       |        |
| Adductor Pollicis              |        |
| Flexor Digiti Minimi Brevis    |        |
| Flexor Pollicis Brevis         |        |
| Interosseous Musklerna Dorsal  |        |
| Interosseous Musklerna Plantar |        |
| Opponens Digiti Minimi         |        |
| Opponens Pollicis              |        |

Fot
Dorsala Muskler
- Extensor Digitorum Brevis
- Extensor Hallucis Brevis

Plantara Muskler
1:a Lagret
- Abductor Hallucis
- Flexor Digitorum Brevis
- Abductor Digiti Minimi

2:a Lagret
- Quadratus Plantae
- Lumbrical Muscle

3:e Lagret
- Flexor Hallucis Brevis
- Adductor Hallucis
- Flexor Digiti Minimi Brevis

4:e Lagret
- dorsal interossei
- Plantar interossei